# 沃尔特·德·格雷
沃尔特·德·格雷（英語：或；—1255年5月1日），是一名英国教士和外交官，1215年至1255年期间担任天主教約克總教區總主教。除此之外，他还是无地王约翰手下的大法官。

## 生平
沃尔特·德·格雷于诺福克郡伊顿出生，他是诺威奇教區主教约翰·德·格雷（John de Gray）的私生子。他的出生年份没有被记录下来，因此人们也不知道他去世时的年龄。但根据历史学家李·怀亚特（Lee Wyatt）的说法，他可能出生在1180年左右。在1214年，他至少30岁（30岁是上任主教的最小法定年龄），这意味着他肯定不是在1184年之后出生的。同样地，他死时的年龄不可能大于80岁，这表明他最早可能出生在1175年。他的妹妹Hawise嫁给了英格兰的高等法院法官菲利普·巴塞特爵士（Sir Philip Basset）。沃尔特·德·格雷曾在牛津大学学习，当时的坎特伯雷總教區總主教，阿宾顿的埃德蒙（Edmund of Abingdon）是他的导师。
格雷很受英格兰国王约翰的喜爱，约翰在1205年任命他为大法官，并给他5000马克用于办公。他在1210年成为利奇菲尔德主教，但从未举行过祝圣仪式。格雷于1214年1月20日被选为伍斯特教區主教，在同年10月，他辞去了大法官一职。他成为伍斯特主教的祝圣仪式在1214年10月5日举行。1215年6月《大宪章》签署时，格雷出席了会议。在国王约翰和教宗依诺增爵三世的影响下，1215年11月10日，他离开英格兰去执行皇室任务时，他成为了约克總教區總主教的竞选人之一。约翰想任命格雷为约克總教區總主教，但约克的詠禱司鐸认为格雷没有受过良好教育，因此成为约克總教區總主教的是另一人：坎特伯里總教區總主教斯德望·朗顿的兄弟西滿·朗頓。约翰对此结果表示反对，并写信给诺森三世，抱怨选举选出了他的宿敌的兄弟。教宗同意修改选举结果。然而，格雷前前后后支付给了教宗超过10000英镑，教宗才确认了他的约克總教區總主教职位。格雷在1215年参加了第四届拉特朗大公会议。
格雷是亨利三世少数的皇室重要官员之一，他经常作为外交使节出使外国。当国王于1242年去法国时，亨利称格雷为“英格兰的监护人”。 1252年，格雷、亨利和苏格兰国王亚历山大三世在约克的圣诞节盛宴花费了格雷2500英镑。格雷试图维护他在苏格兰的總主教权威，这不仅遭到苏格兰人的抵制，还受到坎特伯雷總教區總主教的反对。这使得格雷在维护自己对苏格兰的权利时几乎没有成功。格雷主持建造了约克大教堂的南耳堂，并且买下了毕晓普索普村（后来成为約克總教區總主教的住处）。他还把一些资金捐赠给了里彭的教堂。
1241年至1255年，格雷在他的教区举行了一系列的会议，努力改善牧师的独身生活，保持牧师的福利，并提高神职人员的教育和道德水平。他向他的教堂和其他教会慷慨解囊，并为教区牧师工作。他参观了他教区的许多修道院，帮助那些陷入财政困难的人。他还监督了前约克教區主教威尔弗里德的遗体转移。
1255年，格雷前往伦敦参加议会会议，1255年5月1日在富勒姆逝世。他于5月15日在约克大教堂埋葬。
格雷有三个私生子，分别是：威廉·朗顿（或罗瑟菲尔德）、沃尔特·勒·布雷顿、沃尔特·德·格雷。其中威廉·朗顿是约克總教區的總鐸，后来被选为约克總教區總主教，但从未举行过祝圣仪式。沃尔特·勒·布雷顿和沃尔特·德·格雷是约克總教區的詠禱司鐸。

## 引用
1. ↑  . York Minster. 2016-01-03  [2016-04-22]. （原始内容存档于2016-05-14）.
2. 1 2  Greenway Fasti Ecclesiae Anglicanae 1066–1300: Volume 6: York: Archbishops （页面存档备份，存于）
3. ↑  Wyatt "Making of an Archbishop" Seven Studies p. 65
4. ↑  Haines "Gray, Walter de" Oxford Dictionary of National Biography
5. ↑  Fryde, et al. Handbook of British Chronology p. 84
6. ↑  . British History Online.   [2022-04-11]. （原始内容存档于2022-02-23）.
7. ↑  Fryde, et al. Handbook of British Chronology p. 279
8. ↑  Fryde, et al. Handbook of British Chronology p. 282
9. ↑  Bartlett England Under the Norman and Angevin Kings pp. 406-407
10. ↑  Moorman Church Life p. 174
11. ↑  Moorman Church Life p. 237
12. ↑  Moorman Church Life p. 175
13. ↑  Moorman Church Life p. 204